# Glauco Cataldo
Glauco Cataldo (Napoli, 18 marzo 1920 – Piacenza, 26 marzo 2009) è stato un compositore e direttore d'orchestra italiano.

## Biografia
Nativo di Napoli, ha studiato musica prima a Pesaro e successivamente a Milano, con Giorgio Federico Ghedini (composizione) e Antonino Votto (direzione d'orchestra).
Dal 1948 è stato docente al Conservatorio Giuseppe Nicolini di Piacenza.
Ha diretto numerose opere sia in Italia che all'estero.
Muore a Piacenza dopo una lunga malattia, lasciando la moglie e due figlie. 

## Opere

### Composizioni
- Il nostro amore per soprano, clarinetto e chitarra, su testo di R. Tagore (1947)
- Preludio e fuga per chitarra (1961)
- Aubade per chitarra e clarinetto (e per quartetto di chitarre) (1971)
- Concerto per violino e archi (1974)
- Ciaccona per chitarra (1974)
- Sonata per chitarra e pianoforte (1976)
- Tema e variazioni per chitarra (1985)
- Plenilunio per chitarra (1987)
- Divino lutto su testo di B. Grassi per soprano, clarinetto e chitarra (1989)
- Tarantella per chitarra (1990)
- Concerto per organo e Orchestra (1992)
- Pigmlione per chitarra e flauto (1993)
- La strada bianca per chitarra, flauto e pianoforte (1994)
- Missa pro innocentibus per solisti, coro e orchestra (1997)
- Natale su testo di G. Cataldo per soprano, clarinetto e chitarra (1998)
- Ulisse, balletto per orchestra (1999)
- Ancora Werther e Carlotta, Opera Lirica (2000)

### Scritti
- Il teatro di Bellini, Bongiovanni, 1981.

## Discografia parziale
- 2000 – Giancarlo Dellacasa, Glauco Cataldo: Music for Obbligato Guitar (Musiche con chitarra obbligata), CD, Stradivarius EAN: 0723723822925
- 2006 – Glauco Cataldo, Là dove vanno i pensieri, CD, Bottega Discantica EAN: 8015203101364, raccolta di brani eseguiti da Dino Di Domenico, Patrizia Bernelich e Rossella Redoglia
- Glauco Cataldo/Ensemble Urs Manchler, Ensemble Urs Manchler Interpreta Glauco Cataldo, LP, Edizioni Musicali Bagutti EB 044